# Trochalus endroedii
Trochalus endroedii är en skalbaggsart som beskrevs av Frey 1974. Trochalus endroedii ingår i släktet Trochalus och familjen Melolonthidae. Inga underarter finns listade i Catalogue of Life.